# Chicago Bulls
A Chicago Bulls Chicago profi kosárlabdacsapata, amely az NBA-ben a Keleti főcsoportban, a Központi csoportban játszik. A csapatot 1966. január 16-án alapították. Hazai mérkőzéseit a United Centerben játssza, amelyet az NHL-ben szereplő Chicago Blackhawksszal közösen használnak. A Bulls sikereinek korszakát főként az 1990-es évekre lehet elhelyezni. Az NBA történetének legjobb sorozatát ekkor tudták felmutatni, ugyanis a csapat 1991 és 1998 között 6 alkalommal tudta elhódítani a bajnoki címet. Mindegyik bajnoki cím megszerzésénél a csapat tagjai voltak, a ma már a Hírességek Csarnokába beválasztott Michael Jordan, Scottie Pippen, valamint Phil Jackson vezetőedző, akit a mai napig a legjobb edzőnek tartanak számon, aki valaha szerepelt az NBA-ben. A Bulls az egyetlen olyan csapat, amely sosem kapott ki a döntő mérkőzéseken.
Az 1995-96-os NBA-szezonban a Bulls egy 72-10-es mérleggel zárult alapszakaszt tudhat a magáénak, és így ez lett az első olyan csapat, amely 70 győzelemnél többet tudhat a birtokában egy szezon alatt. Rengeteg szakértő megállapítása szerint az 1996-os Bulls az NBA történetének egyik legmeghatározóbb és legnagyszerűbb csapata volt. A Forbes magazin megállapítása szerint 2016-ban a Bulls a harmadik legértékesebb csapat, a maga 2,8 milliárd $-os értékével, hozzávetőlegesen 67,6 millió $ a tervezett bevétel a 2015-16-os szezonra. Egyaránt Michael Jordan és Derrick Rose is nyert el MVP címet a Bullsszal, így összesen 6 darab ilyen címet tudhat magának a csapat.
A Chicago Bullsnak számos rivális csapata van, többek között a Milwaukee Bucks, a Detroit Pistons, a New York Knicks, de a legkiemelkedőbbek például az Indiana Pacers, a Miami Heat, valamint a Cleveland Cavaliers együttese. A Bulls–Pistons rivalizálás a késői 1980-as, valamint a korai 1990-es években volt előtérben.

## Története

### Alapítás
1966. január 16-án elhatározták, miszerint Chicagóban egy NBA-csapatot alapítanak, amely a Bulls nevet fogja viselni. A Chicago Bulls lesz a harmadik NBA-csapat a városban a Chicago Stags (1946-50), valamint a Chicago Packers-Zephyrs (amely a mai Washington Wizards jogelődje) mellett. A Bulls alapítója, Dick Klein volt a csapat egyetlen olyan tulajdonosa, aki valaha játszott profi kosárcsapatban (Chicago American Gears). Ő volt a Bulls általános menedzsere és elnöke is a kezdeti években.
Az 1966-os NBA Draft után az újonnan megalapított Chicago Bulls engedélyt kapott arra, hogy más csapatok játékosaiból építhessen csapatot a közelgő 1966-67-es szezonra. A csapat legelőször az 1966-67-es NBA-szezonban mutatkozott, és már ekkor az egyik legjobb rekordot állította be az NBA történetében mint csapat. A chicagói születésű, korábbi NBA-sztár Johnny "Red" Kerr edzőségével, valamint a védő Jerry Sloan és a támadó Bob Boozer játékával a Bulls bejutott a rájátszásba, így a Bulls lett az egyetlen olyan csapat, amelynek ez már a legelső szezonjában sikerült.